# Fasilides van Ethiopië

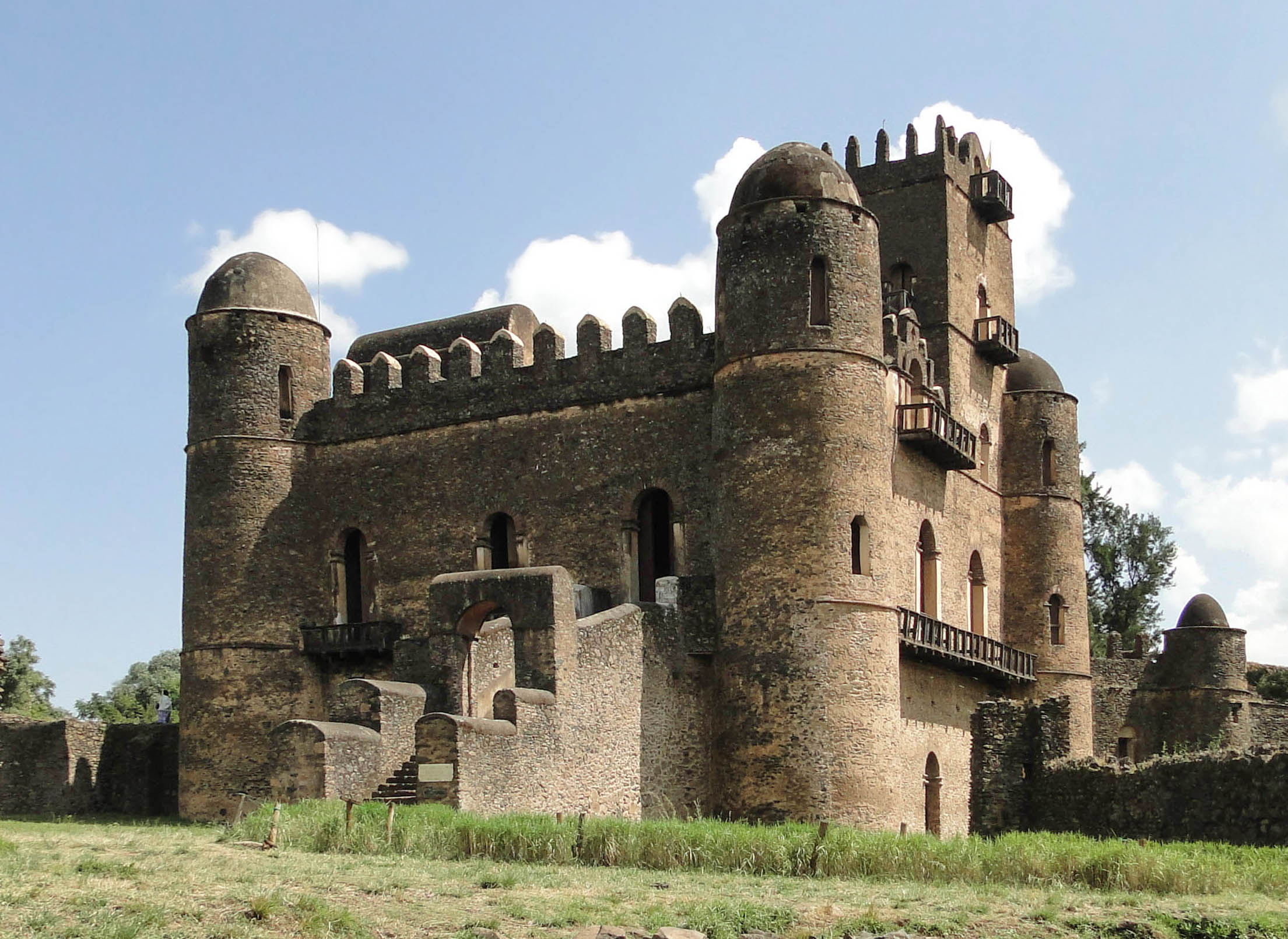
Het paleis van Fasilides binnen de vesting Fasil Ghebbi

Fasilides of Fasiladas (20 november 1603 - 18 oktober 1667) was een Ethiopisch keizer van de Salomonische dynastie. Hij was de zoon van Susenyos I die regeerde van 1606 tot 1632. Fasilides zelf bezette de troon van 1632 tot aan zijn dood in 1667. 
Fasilides werd reeds in 1630 tot keizer uitgeroepen, maar kreeg pas toegang tot de troon na de troonsafstand van zijn vader in 1632. Een van zijn eerste wapenfeiten was het herstellen van de officiële status van de Ethiopisch-Orthodoxe Kerk. De stichting van de stad Gondar in 1636 wordt aan Fasilides toegeschreven, maar het zou kunnen dat er reeds een nederzetting bestond, die door Fasilides tot hoofdstad werd bevorderd. Voordien was het gebruikelijk dat Ethiopische keizers met hun hofhouding door het land reisden. Fasilides vestigde de hofhouding definitief in Gondar en de stad zou hoofdstad van het rijk blijven tot 1855.
In Gondar stichtte Fasilides een vesting die later uitgroeide tot het complex van Fasil Ghebbi. Ook bouwde hij enkele van de 44 kerken van de stad en zeven stenen bruggen verspreid door Ethiopië. Daarnaast herbouwde hij de Kathedraal van onze heilige Maria van Zion in Aksum.